# هادي محيي الخفاجي
هادي مُحيي حمزة الليباوي الخفاجي (1921 - 1998) كاتب وشاعر عراقي. ولد في الكوفة ونشأ في النجف ثم انتقل مع والده الذي كان شرطيًا إلى كربلاء وتعلّم فيها. وبعد تخرّجه عُيّن مدرّسًا في الحلّة ثم ارتحل إلى النجف وبقي فيها زمنًا. غادر النجف إلى بغداد وانتسب إلى كلية التجارة وتخرّج بشادتها، ثم أوفد في بعثة علمية إلى ألمانيا للتخصّص. تميّز بثقافة الواسعة وذكائه الوقّاد وشاعريته الملهمة. شعره جيّد رصين، نشره في عدد من الصحف والمجلات. من دواوينه الشعرية لحن الهوى 1987 وکتاب سنوات ضائعة من حياة المتنبي رداً على كتاب طه حسين مع المتنبي. توفي في بغداد.

## سيرته
هو هادي بن محيي بن حمزة بن حسين الليباوي الخفاجي. ولد بمدينة الكوفة سنة 1340 هـ/ 1921م. تخرج في جامعة النجف بعدأن درس علوم اللغة العربية وآدابها، كما حصل على شهادة البكالوريوس من كلية التجارة والاقتصاد 1954، وحصل على ماجستير علوم إدارية من جامعة هامبورغ بألمانيا 1957. عمل مدرسًا بعد حصوله على بكالوريوس التجارة. 

توفي في بغداد سنة 1418 هـ/ 1998م.

## شعره
استمد من محيط الأدب النجفي إلهاماته الشعرية وتفتحت موهبته عام 1938، فنشر عشرات القصائد في الصحف المحلية، كانت أولها عام 1939.
شارك في العديد من المهرجانات والندوات الشعرية التي كانت تقيمها جمعية الرابطة الأدبية. أسس في النجف المهرجان الحي في الأربعينيات، وهو ملتقى لارتجال الشعر والتباري بالقاء القصائد التي تولدها المناسبات الدينية والاجتماعية أو من الأشعار التي تلقى في المهرجان.

## مؤلفاته
- لحن الهوى، ديوان شعر، 1979
- سنوات ضائعة من حياة المتنبي، رداً على كتاب طه حسين مع المتنبي، 1996
- معجم الكامل للمبرد، تحقيق وتبويب.